# Sănduleni
Sănduleni é uma comuna romena localizada no distrito de Bacău, na região de Moldávia. A comuna possui uma área de  km² e sua população era de 4479 habitantes segundo o censo de 2007.